# The Groove Resistance
The Groove Resistance drugi je studijski album zagrebačkog funk sastava The Bastardz. Album je 1998. godine objavila diskografska kuća Croatia Records.

## O albumu
Album se sastoji od jedanaest novih skladbi koje autorski potpisuju Zoran Jaeger i Helena Bastić i jedan instrumental. Materijal je sniman u Zagrebu, studio Trooly tijekom jeseni 1998. godine te sadrži uspješnice kao što su "Kad bi barem", "Sjaj u očima", "More Ljubavi", "Ti i ja", kao i instrumentalnu skladbu "Oprosti mi" koja je 1999. godine nagrađena diskografskom nagradom Porin u kategoriji za najbolju instrumentalnu skladbu. Na albumu su surađivali ponajbolji hrvatski glazbenici te producent Hrvoje Štefotić - Shtef s kojim su Bastardzi surađvali na soundtracku za film Mondo Bobo. The Groove Resistance dobio je vrlo povoljne ocjene kritičara, a po nekima jedan je od najboljih albuma hrvatske popularne glazbe koji su obilježili devedesete godine.
Album započinje pjesmom "Kad bi barem", koja je također objavljena kao prvi singl kako bi promovirala novi album. Slijedi funkoidna "Sjaj u očima" na koju se nadovezuje simpatična snena pjesma "Ti i ja". Slijedi uspješnica "More ljubavi", ljubavna skladba začinjena s kubanskim ritmovima, te odličnom izvedbom Helene Bastić. Nakon nje idu skladbe "Tko zna" i reperska "Daj mi daj". Sedma po redu je skladba "Perfect destination" u stilu Milesa Davisa, a potom "Da li još". Naslovna pjesma ima odličnu puhačku i ritam sekciju. Posljednje dvije skladbe su "Oprosti mi", koja po stilu podsjeća na nigerijsku pjevačicu Sade Adu, a instrumental pod istim nazivom zatvara album The groove resistance te "3steza" koja je klasična jazz skladba.

## Popis pjesama
| Br. | Skladba                     | Autor                      | Trajanje |
| --- | --------------------------- | -------------------------- | -------- |
| 1.  | »Kad bi barem«              | Zoran Jaeger/Helena Bastić | 4:15     |
| 2.  | »Sjaj u očima«              | Zoran Jaeger/Helena Bastić | 4:42     |
| 3.  | »Ti i ja«                   | Zoran Jaeger/Helena Bastić | 4:36     |
| 4.  | »More ljubav«               | Zoran Jaeger/Helena Bastić | 4:11     |
| 5.  | »Tko zna«                   | Zoran Jaeger/Helena Bastić | 4:24     |
| 6.  | »Daj mi daj«                | Zoran Jaeger               | 4:30     |
| 7.  | »Perfect Destination«       | Zoran Jaeger               | 4:28     |
| 8.  | »Da li još...«              | Zoran Jaeger/Helena Bastić | 4:35     |
| 9.  | »The groove resistance«     | Zoran Jaeger               | 4:16     |
| 10. | »Oprosti mi«                | Zoran Jaeger/Helena Bastić | 6:11     |
| 11. | »3steza«                    | Zoran Jaeger               | 4:38     |
| 12. | »Oprosti mi« (instrumental) | Zoran Jaeger               | 6:11     |

## Izvođači
- Helena Bastić (Lady Miss Helena) – prvi vokal, prateći vokali, klavijature, programiranje, udaraljke
- Zoran Jaeger (Jex) – električna gitara, akustična gitara, klavijature, programiranje, udaraljke
- Alan Bjelinski – klavijature u skladbama 1, 2, 3, 5, 7, 10, 11, 12
- Matija Dedić – klavijature u skladbama 4, 9, 11
- Dubravko Vorih – bas-gitara u skladbama 1, 2, 3, 4, 5, 8, 9, 11
- Damir Šomen – bubnjevi u skladbama 1, 2, 4, 5, 8, 9, 11
- Saša Nestorović – tenor saksofon u skladbama 1, 2, 3, 4, 5, 7, 8, 9
- Davor Križić – truba, rog u skladbama 1, 2, 3, 4, 7, 8, 9
- Zdravko Tabain – bubanj, udaraljke u skladbama 1, 2, 3, 4, 11
- Žarko Hajdarhodžić – flauta u skladbi 11

### Produkcija
- Producenti - Zoran Jaeger, Helena Bastić
- Aranžmani -  Zoran Jaeger, Helena Bastić
- Aranžmani žičanih glazbala - Alan Bjelinski skladba 2 i brass ko-aranžman u skladbi 3
- brass aranžman - Dubravko Vorih u skladbi 4
- Programiranje - Stef skladbe 6, 7
- Studio - Trooly, Zagreb
- Ton majstori - Franjo Valentić, Josip Valentić, Ante Pecotić
- Mastering - Carmen studio, Oroslavje, Robert Šipek
- Fotografija - Dražen Lapić
- Fotografija (usta na naslovnici): Walter
- Logo The Bastardz: Jex
- Dizajn omota: Božesačuvaj